# Sint-Marcellinus en Sint-Petruskerk (Geleen)
De Sint-Marcellinus en Sint-Petruskerk is de parochiekerk van Oud-Geleen, gelegen aan Leursstraat 1, in Geleen in de Nederlands Zuid-Limburgse gemeente Sittard-Geleen.
Tegenover de kerk staat de Calvariekapel.

## Geschiedenis
Reeds in de 9e eeuw zou er een kerkje op deze plaats hebben gestaan. Een pastoor wordt voor het eerst in 1201 schriftelijk gedocumenteerd, doch hij heeft zeker voorgangers gehad.
In 1504 werd de huidige toren gebouwd, welke grotendeels in mergelsteen werd opgetrokken. De kerk was van 1634-1638 een simultaankerk, in gebruik bij zowel de katholieke parochie als de hervormde gemeente. In 1639 kwamen de Spanjaarden en de gemeenteleden werden verdreven en kwamen terecht in het tot het hertogdom Gulik behorende Sittard of in het tot het Staatse gebied behorende Beek.
In 1862 werd de kerk afgebroken waarbij de toren gespaard bleef. Een nieuwe, grotere kerk werd ontworpen door Carl Weber. Het betreft een neogotisch basilicaal bakstenen gebouw. In 1957 werd een dwarsschip en een doopkapel toegevoegd. 

## Interieur
Het hardstenen doopvont stamt uit 1622. Het kerkmeubilair, waaronder de rijk bewerkte preekstoel en triomfkruis, is hoofdzakelijk neogotisch.
Het interieur wordt overwelfd door kruisribgewelven. Het koor bevat glas-in-loodramen die werden vervaardigd door Huub Korvers. Bij de kerk bevindt zich een neogotische kapel met calvariegroep van 1874.